# Lali Valls
María Eulalia „Lali“ Valls Martínez ist eine ehemalige spanische Squashspielerin. 

## Karriere
Lali Valls war in den 1980er- und 1990er-Jahren als Squashspielerin aktiv. Ihre höchste Platzierung in der Weltrangliste erreichte sie mit Rang 24 im Jahr 1988. Mit der spanischen Nationalmannschaft nahm sie 1989 an der Weltmeisterschaft teil und belegte mit ihr den 14. Platz. Sie gewann zwei ihrer fünf Partien. Im selben Jahr stand sie auch im Hauptfeld der Weltmeisterschaft im Einzel. Dort erreichte sie nach einem Sieg gegen Fleur Townsend die zweite Runde, in der sie Susan Devoy unterlag. Von 1986 und 1990 wurde sie fünfmal in Folge spanische Meisterin. 1986 wurde sie von der European Squash Federation mit dem Sportsmanship Award ausgezeichnet.
Valls hat einen Ph.D. in Philologie und schloss an der IESE Business School ein MBA-Studium. Sie arbeitet heute als Übersetzerin und Lektorin, hat aber auch schon zwei eigene Bücher veröffentlicht.

## Erfolge
- Spanischer Meister: 5 Titel (1986–1990)